# Björkman (från Hille)
Björkman är ett svenskt efternamn som bärs av flera olika släkter utan inbördes samband.
Stamfader för släkten Björkman från Hille är kronolänsman Anders Olofsson i Björke i Hille socken, Gävleborgs län. Han efterträddes av sin son Hans Andersson Björkman (cirka 1660-cirka 1710), som efter födelsegården antog släktnamnet.

## Kända medlemmar och deras inbördes släktskap
- Jakob Björkman (1762–1831) organist och klockare i Tuna, Uppsala län
  - Anders Jakob Björkman (1796–1859) kronofogde
    - Knut Fredrik Linus Björkman (1831–1896) kronofogde
      - Göran Björkman (1860–1923) förste aktuarie och översättare

  - Johan Fredrik Björkman (1807–1887) organist och klockare i Tuna
    - Volmar Viktor Hugo Björkman (1838–1906) fångvårdssergeant
      - John Björkman (1869–1927) fängelsedirektör
        - Signhild Björkman (1906–1994) skådespelare